# FC Hilversum in het seizoen 1963/64
Het seizoen 1963/1964 was het negende jaar in het bestaan van de Hilversumse betaaldvoetbalclub Hilversum. De club kwam uit in de Tweede divisie A en eindigde daarin op de 12e plaats. Tevens deed de club mee aan het toernooi om de KNVB beker, hierin werd de club in de eerste ronde uitgeschakeld door Feijenoord (0–4).

## Wedstrijdstatistieken

### Tweede divisie A
|       | Alkmaar '54 | Be Quick | EDO   | 't Gooi | Haarlem | Heerenveen | HVC   | KFC   | Leeuwarden | PEC   | RCH   | Tubantia | ZFC   | Zwartemeer | Zwolsche Boys |
| ----- | ----------- | -------- | ----- | ------- | ------- | ---------- | ----- | ----- | ---------- | ----- | ----- | -------- | ----- | ---------- | ------------- |
| Thuis | 2 – 3       | 0 – 0    | 1 – 0 | 0 – 0   | 3 – 0   | 1 – 1      | 0 – 5 | 1 – 1 | 3 – 1      | 0 – 0 | 2 – 1 | 0 – 0    | 1 – 1 | 1 – 2      | 3 – 2         |
| Uit   | 4 – 1       | 0 – 0    | 1 – 1 | 1 – 0   | 1 – 1   | 3 – 0      | 1 – 0 | 1 – 2 | 0 – 0      | 3 – 2 | 1 – 1 | 3 – 3    | 2 – 1 | 5 – 0      | 1 – 0         |

### KNVB beker
| 1e ronde                                                   | Hilversum | 0 – 4 (0 – 1) | Feijenoord                                         |
| 29 september 1963 Plaats: Hilversum Gemeentelijk Sportpark |           |               | 15', –' Rinus Bennaars Henk Groot Gerard Bergholtz |

## Statistieken Hilversum 1963/1964

### Eindstand Hilversum in de Nederlandse Tweede divisie A 1963 / 1964
| Stand | Gespeeld | Gewonnen | Gelijk | Verloren | Punten | Doelpunten voor | Doelpunten tegen |
| ----- | -------- | -------- | ------ | -------- | ------ | --------------- | ---------------- |
| 12e   | 30       | 6        | 13     | 11       | 25     | 30              | 44               |

### Topscorers
| #      | Naam              | Goal |
| ------ | ----------------- | ---- |
| 1.     | Gerard Hogenbirk  | 7    |
| 2.     | Joop de Haan      | 3    |
| 2.     | Wim Tuhusela      | 3    |
| 4.     | Hans Akkerman     | 2    |
| 4.     | Cees Houtveen     | 2    |
| 4.     | Cor van Moorst    | 2    |
| 4.     | Messac Titaley    | 2    |
| 4.     | Frans van Wegen   | 2    |
| 9.     | Heinz Kraneveldt  | 1    |
| 9.     | Wil Kreuning      | 1    |
| 9.     | Nico van der Meer | 1    |
| 9.     | Kees Oudendijk    | 1    |
| 9.     | Eddy Westbroek    | 1    |
| 9.     | Chris van Wijk    | 1    |
| 9.     | Peter Wiskie      | 1    |
| Totaal | Totaal            | 30   |

| #      | Naam        | Goal |
| ------ | ----------- | ---- |
| –      | Geen speler | 0    |
| Totaal | Totaal      | 0    |